# Honda Vietnam
Honda Vietnam — вьетнамское подразделение японской корпорации Honda, специализируется на производстве, дистрибуции и экспорте автомобилей и мотоциклов (лидер на рынке мотоциклов Вьетнама и одна из трёх крупнейших автомобильных компаний страны). Honda Vietnam — второй по величине иностранный инвестор в экономику Вьетнама (после Samsung Electronics Vietnam), по состоянию на 2014 год входил в число 15 крупнейших компаний страны и в пятёрку крупнейших плательщиков налогов. Штаб-квартира и два завода расположены в северной провинции Виньфук.
Компания Honda Vietnam основана в 1996 году (основными акционерами являются Honda Motor Co — 42 %, Vietnam Engine Agricultural Machinery Corporation — 30 %, Asian Honda Motor Co — 28 %), в конце 1997 года начала производство мотоциклов, летом 2006 года — автомобилей. В 2007 году Honda Vietnam открыла в провинции Виньфук рядом с первым свой второй мотоциклетный завод, в 2014 году открыла в провинции Ханам свой третий вьетнамский завод по производству мотоциклов. 
На мотоциклетном рынке компания Honda Vietnam, способная производить 2,5 млн единиц в год, конкурирует с вьетнамскими заводами компаний Yamaha, Suzuki, Piaggio и Kymco, на автомобильной рынке основными конкурентами Honda Vietnam являются местные заводы компаний Toyota, Ford и General Motors. Honda Vietnam экспортирует некоторые модели мотоциклов в страны Юго-Восточной Азии, Европы и Японию.
Honda Vietnam выступает спонсором Федерации футбола Вьетнама и сборной Вьетнама по футболу.    